# Dejan Drenovac
Dejan Drenovac (* 26. září 1971) je bývalý chorvatský fotbalista, záložník.

## Fotbalová kariéra
V české lize hrál za FC Viktoria Plzeň a FK Jablonec. Nastoupil ve 32 ligových utkáních a dal 3 góly. Dále hrál i za NK Segesta Sisak, NK Maribor, HNK Suhopolje, FC Tigres Juarez a Hapoel Ranana.

## Ligová bilance
| Ročník                 | Zápasy | Góly | Klub              |
| ---------------------- | ------ | ---- | ----------------- |
| Gambrinus liga 1997/98 | 12     | 0    | FC Viktoria Plzeň |
| Gambrinus liga 1998/99 | 17     | 3    | FC Viktoria Plzeň |
| Gambrinus liga 1999/00 | 3      | 0    | FK Jablonec       |
| CELKEM 1. liga ČR      | 32     | 3    |                   |